# 竹内光明
竹内 光明（たけうち みつあき）は、日本のフィギュアスケート選手（男子シングル）。東京都出身。1987年全日本フィギュアスケート選手権3位。
父はアイスダンス選手の竹内己喜男。弟はシングル選手の竹内義明。

## 経歴
1980年、全日本ジュニア選手権で3位に入る。その後、1982年の全日本ジュニア選手権では村田光弘に続いて2位となる。
1987年、全日本選手権に出場し加納誠、藤井辰哉に続いて3位に入る。

## 主な戦績
| 大会/年              | 1980-81 | 1982-83 | 1987-88 |
| -------------------- | ------- | ------- | ------- |
| 全日本選手権         |         |         | 3       |
| 全日本ジュニア選手権 | 3       | 2       |         |